# Stemma di Samoa
Lo stemma di Samoa è stato adottato il 1º gennaio 1962.

## Descrizione
Sono rappresentati dei rami di ulivo sul lato sinistro e destro, nella parte superiore dello scudo una palma, tratta da un precedente stemma del periodo coloniale, e in alto una croce latina, a simboleggiare la fede cristiana della popolazione, così come il motto in basso, "Fa'avei le atua Samoa", che in samoano vuol dire: "Possa dio essere il fondamento delle Samoa."

## Galleria d'immagini

Stemma proposto, ma mai adottato, delle Samoa tedesche
Stemma dell'Amministrazione fiduciaria di Samoa Occidentale (1951-1962)